# Salomé di Iorio
Salomé di Iorio  (1980. július 23. –) argentin női nemzetközi labdarúgó-játékvezető.

## Pályafutása
Az MAFIA Játékvezető Bizottságának (JB) minősítésével 2003-tól a Primera D Nacional, majd 2005-től a Primera División játékvezetője. Női játékvezetőként egyedül tevékenykedhet a Primera Divisiónban. A nemzeti női labdarúgó bajnokságban kiemelkedően foglalkoztatott bíró. Küldési gyakorlat szerint rendszeres 4. bírói, illetve alapvonalbírói szolgálatot is végez. A férfi utánpótlás bajnokságokban játékvezetőként tevékenykedik.
Az Argentin labdarúgó-szövetség JB terjesztette fel nemzetközi játékvezetőnek, a Nemzetközi Labdarúgó-szövetség (FIFA) 2004-től tartja nyilván női bírói keretében. A FIFA JB központi nyelvei közül a spanyolt és az angolt beszéli. Több nemzetek közötti válogatott (Labdarúgó-világbajnokság, Olimpiai játékok, Algarve-kupa), valamint Copa Libertadores Femenina klubmérkőzést vezetett, vagy működő társának 4. bíróként segített. Vezetett kupadöntők száma: 1.
A 2014-es U20-as női labdarúgó-világbajnokságon a FIFA JB játékvezetőként alkalmazta.
| Időpont             | Helyszín                       | Mérkőzés típusa              | Mérkőzés           | Eredmény | Nézők száma |
| ------------------- | ------------------------------ | ---------------------------- | ------------------ | -------- | ----------- |
| 2014. augusztus 7.  | Városi Stadion, Moncton        | csoportmérkőzés (C. csoport) | Mexikó–Nigéria     | 1 – 1    | 3587        |
| 2014. augusztus 13. | Városi Stadion, Moncton        | csoportmérkőzés (A. csoport) | Ghána–Finnország   | 2 – 1    | 47 080      |
| 2014. augusztus 17. | Commonwealth Stadion, Edmonton | egyik negyeddöntő            | Németország–Kanada | 2 – 0    | 22 421      |

A FIFA  2015 márciusában nyilvánosságra hozta annak a 29 játékvezetőnek (22 közreműködő valamint 7 4. bíró) és 44 asszisztensnek a nevét, akik közreműködhettek a 2015-ös női labdarúgó-világbajnokságon. A kijelölt játékvezetők és asszisztensek 2015. június 26-án Zürichben, majd két héttel a világtorna előtt Vancouverben vettek rész továbbképzésen, egyben végrehajtották a szokásos elméleti és fizikai Cooper-tesztet. 
| Időpont          | Helyszín                   | Mérkőzés típusa              | Mérkőzés                   | Eredmény | Nézők száma |
| ---------------- | -------------------------- | ---------------------------- | -------------------------- | -------- | ----------- |
| 2015. június 9.  | Olimpiai Stadion, Montréal | csoportmérkőzés (E. csoport) | Spanyolország–Costa Rica   | 1 – 1    | 10 175      |
| 2015. június 15. | Városi Stadion, Moncton    | csoportmérkőzés (B. csoport) | Elefántcsontpart–Hollandia | 1 – 3    | 7147        |
| 2015. június 21. | Olimpiai Stadion, Montréal | egyik nyolcaddöntő           | Franciaország–Dél-Korea    | 3 – 0    | 15 518      |

A 2012. évi nyári olimpiai játékok női labdarúgó tornáján a FIFA JB bíróiként foglalkoztatta.
| Időpont            | Helyszín                          | Mérkőzés típusa              | Mérkőzés                   | Eredmény | Nézők száma |
| ------------------ | --------------------------------- | ---------------------------- | -------------------------- | -------- | ----------- |
| 2012. július 25.   | Ricoh Stadion, Coventry           | csoportmérkőzés (F. csoport) | Svédország–Dél-Afrika      | 4 – 1    | 18 296      |
| 2012. augusztus 3. | St James’ Park Stadion, Newcastle | egyik negyeddöntő            | Egyesült Államok–Új-Zéland | 2 – 0    | 10 144      |

A 2012-es Algarve-kupa és a 2013-as Algarve-kupa labdarúgó tornán a FIFA JB játékvezetőként vette igénybe. 
| Időpont           | Helyszín                                   | Mérkőzés típusa              | Mérkőzés                                                       | Eredmény | Nézők száma |
| ----------------- | ------------------------------------------ | ---------------------------- | -------------------------------------------------------------- | -------- | ----------- |
| 2012. március 2.  | Városi Stadion, Lagos                      | csoportmérkőzés (B. csoport) | Amerikai női labdarúgó-válogatott–Norvégia                     | 2 – 1    | 300         |
| 2012. március 7.  | Desportivo da Nora Park Stadion, Ferreiras | 5. helyért                   | Izland–Dánia                                                   | 1 – 3    | 50          |
| 2013. március 8.  | Városi Stadion, Albufeira                  | csoportmérkőzés (B. csoport) | Svéd női labdarúgó-válogatott–Izlandi női labdarúgó-válogatott | 6 – 1    | 200         |
| 2013. március 11. | Városi Stadion, Lagos                      | csoportmérkőzés (A. csoport) | Németország–Norvég női labdarúgó-válogatott                    | 2 – 0    | 500         |

A COMNEBOL JB küldésére vezette a Copa Libertadores Femenina döntőt.
| Időpont           | Helyszín                        | Mérkőzés típusa | Mérkőzés                                              | Eredmény | Nézők száma |
| ----------------- | ------------------------------- | --------------- | ----------------------------------------------------- | -------- | ----------- |
| 2009. október 18. | Urbano-Caldeira Stadion, Santos | döntő           | Santos Futebol Clube–Universidad Autónoma de Asunción | 9 – 0    | 14 186      |